# Sergej Fesikov
Sergej Vasiljevitsj Fesikov (Russisch: Сергей Васильевич Фесиков) (Sint-Petersburg, 21 januari 1989) is een Russische zwemmer. Hij vertegenwoordigde zijn vaderland op de Olympische Zomerspelen 2008 in Peking en op de Olympische Zomerspelen 2012 in Londen.

## Carrière
Bij zijn internationale debuut, op de Europese kampioenschappen kortebaanzwemmen 2007 in Debrecen, veroverde Fesikov de bronzen medaille op de 100 meter wisselslag en eindigde hij als zesde op de 50 meter vrije slag, op de 100 meter vrije slag strandde hij in de series. Samen met Stanislav Donets, Dmitri Komornikov en Jevgeni Korotysjkin sleepte hij de zilveren medaille in de wacht op de 4x50 meter wisselslag, op de 4x50 meter vrije slag eindigde hij samen met Andrej Gretsjin, Jevgeni Lagoenov en Aleksandr Soechoroekov op de vierde plaats.
Op de Europese kampioenschappen zwemmen 2008 in Eindhoven eindigde de Rus als zevende op de 50 meter vrije slag, op de 100 meter vrije slag en de 50 meter rugslag werd hij uitgeschakeld in de halve finales. In de finale van de 4x100 meter vrije slag werd hij samen met Jevgeni Lagoenov, Andrej Gretsjin en Andrej Kapralov gediskwalificeerd door een te vroege overname van Kapralov. Samen met Stanislav Donets, Grigory Falko en Nikolaj Skvortsov vormde hij een team in de series van de 4x100 meter wisselslag, in de finale veroverde Falko samen met Arkadi Vjatsjanin, Jevgeni Korotysjkin en Andrej Gretsjin de Europese titel. Voor zijn inspanningen in de series ontving hij eveneens de   gouden medaille. Tijdens de Olympische Zomerspelen van 2008 in Peking strandde Fesikov samen met Lagoenov, Gretsjin en Kapralov in de series van de 4x100 meter vrije slag. In Rijeka nam de Rus deel aan de Europese kampioenschappen kortebaanzwemmen 2008, op dit toernooi eindigde hij als vijfde op de 100 meter wisselslag en als zesde op de 50 meter vrije slag en werd hij uitgeschakeld in de series van de 100 meter vrije slag. Op de 4x50 meter vrije slag eindigde hij samen met Jevgeni Lagoenov, Andrej Gretsjin en Aleksandr Soechoroekov op de vierde plaats. Samen met Stanislav Donets, Sergej Gejbel en Nikolaj Skvortsov zwom hij in de series van de 4x50 meter wisselslag, in de finale legden Donets en Gejbel samen met Jevgeni Korotysjkin en Jevgeni Lagoenov beslag op de zilveren medaille. Voor zijn aandeel in de series werd hij beloond met de zilveren medaille.
Op de Europese kampioenschappen kortebaanzwemmen 2009 in Istanboel veroverde Fesikov de zilveren medaille op de 100 meter wisselslag en de bronzen medaille op de 50 meter vrije slag, op de 100 meter vrije slag strandde hij in de series. Op de 4x50 meter wisselslag sleepte hij samen met Stanislav Donets, Sergej Gejbel en Jevgeni Korotysjkin de Europese titel in de wacht, samen met Jevgeni Lagoenov, Oleg Tichobajev en Andrej Gretsjin eindigde hij als vierde op de 4x50 meter vrije slag.
Tijdens de Europese kampioenschappen zwemmen 2010 in Boedapest werd de Rus uitgeschakeld in de halve finales van de 50 meter vrije slag. Op de 4x100 meter vrije slag vormde hij samen met Nikita Lobintsev, Jevgeni Lagoenov en Aleksandr Soechoroekov een team in de series, in de finale legden Lagoenov en Lobintsev samen met Andrej Gretsjin en Danila Izotov beslag op de Europese titel. Voor zijn inspanningen in de series werd Fesikov beloond met een gouden medaille. In Dubai nam Fesikov deel aan de wereldkampioenschappen kortebaanzwemmen 2010. Op dit toernooi veroverde hij de bronzen medaille op de 100 meter wisselslag en eindigde hij als zevende op de 50 meter vrije slag, samen met Jevgeni Lagoenov, Nikita Lobintsev en Danila Izotov sleepte hij de zilveren medaille in de wacht op de 4x100 meter vrije slag. Op de 4x100 meter wisselslag zwom hij samen met Stanislav Donets, Stanislav Lachtjoechov en Nikita Konovalov in de series, in de finale legden Donets en Lachtjoechov samen met Jevgeni Korotysjkin en Nikita Lobintsev beslag op de zilveren medaille. Voor zijn aandeel in de series werd hij beloond met de zilveren medaille.
Op de wereldkampioenschappen zwemmen 2011 in strandde de Rus in de halve finales van de 50 meter vrije slag. Samen met Jevgeni Lagoenov, Andrej Gretsjin en Nikita Lobintsev eindigde hij als vijfde op de 4x100 meter vrije slag, op de 4x100 meter wisselslag werd hij samen met Stanislav Donets, Roman Sloednov en Jevgeni Korotysjkin uitgeschakeld in de series. Tijdens de Europese kampioenschappen kortebaanzwemmen 2011 in Szczecin werd Fesikov Europees kampioen op de 100 meter vrije slag, op de 50 meter vrije slag veroverde hij het zilver. Samen met Jevgeni Lagoenov, Andrej Gretsjin en Nikita Konovalov sleepte hij de zilveren medaille in de wacht op de 4x50 meter vrije slag, op de 4x50 meter wisselslag legde hij samen met Vitali Borisov, Sergej Gejbel en Jevgeni Korotysjkin beslag op de zilveren medaille.
In Londen nam Fesikov deel aan de Olympische Zomerspelen 2012. Op dit toernooi strandde hij in de series van de 50 meter vrije slag. Samen met Andrej Gretsjin, Jevgeni Lagoenov en Nikita Lobintsev zwom hij in de series van de 4x100 meter vrije slag, in de finale veroverden Gretsjin en Lobintsev samen met Vladimir Morozov en Danila Izotov de bronzen medaille. Voor zijn inspanningne in de series ontving Fesikov eveneens in de bronzen medaille.

## Internationale toernooien
| Jaar | Olympische Spelen                                                     | WK langebaan                                                 | WK kortebaan                                                                                                  | EK langebaan | EK kortebaan |
| ---- | --------------------------------------------------------------------- | ------------------------------------------------------------ | --- | --- | --- |
| 2007 |                                                                       | geen deelname                                                | | | 6e 50m vrije slag · 21e 100m vrije slag · 100m wisselslag · 4e 4x50m vrije slag · 4x50m wisselslag                                                             |
| 2008 | 9e 4x100m vrije slag                                                  |                                                              | geen deelname                                                                                                 | 7e 50m vrije slag · 9e 100m vrije slag · 10e 50m rugslag · DQ 4x100m vrije slag · 4x100m wisselslag · Fesikov zwom enkel de series                                     | 6e 50m vrije slag · 19e 100m vrije slag · 5e 100m wisselslag · 4e 4x50m vrije slag · 4x50m wisselslag · Fesikov zwom enkel de series                           |
| 2009 |                                                                       | geen deelname                                                | | | 50m vrije slag · 21e 100m vrije slag · 100m wisselslag · 4e 4x50m vrije slag · 4x50m wisselslag                                                                |
| 2010 |                                                                       |                                                              | 7e 50m vrije slag · 100m wisselslag · 4x100m vrije slag · 4x100m wisselslag · Fesikov zwom enkel de series    | 11e 50m vrije slag · 4x100m vrije slag · Fesikov zwom enkel de series                                                                                                  | geen deelname |
| 2011 |                                                                       | 9e 50m vrije slag 5e 4x100m vrije slag 12e 4x100m wisselslag | | | 50m vrije slag · 100m vrije slag · 4x50m vrije slag · 4x50m wisselslag                                                                                         |
| 2012 | 21e 50m vrije slag · 4x100m vrije slag · Fesikov zwom enkel de series |                                                              | geen deelname                                                                                                 | geen deelname | geen deelname |
| 2013 |                                                                       | geen deelname                                                | | | 4e 50m vrije slag · serie 100m vrije slag · 100m wisselslag · 4x50m vrije slag · DSQ 4x50 wisselslag · Fesikov zwom enkel de series · 4x50m vrije slag gemengd |
| 2014 |                                                                       |                                                              | 5e 100m wisselslag · 4x50m vrije slag · 4x100m vrije slag · 4e 4x50m wisselslag · 5e 4x50m vrije slag gemengd | serie 50m vrije slag · 7e 100m vrije slag · serie 50m rugslag · 4x100m vrije slag · Fesikov zwom enkel de series · 5e 4x100m wisselslag · Fesikov zwom enkel de series | |
| 2015 |                                                                       | geen deelname                                                | | | 100m wisselslag |
| 2016 | geen deelname                                                         |                                                              | geen deelname                                                                                                 | geen deelname | |
| 2017 |                                                                       | geen deelname                                                | | | 7e 50m vrije slag · 100m wisselslag · 4x50m vrije slag · 4x50m vrije slag gemengd                                                                              |
| 2018 |                                                                       |                                                              | 11-16 december                                                                                                | 13e 50m vrije slag serie 50m rugslag 4e 4x100m vrije slag Fesikov zwom enkel de series                                                                                 | |

## Persoonlijke records
Bijgewerkt tot en met 18 augustus 2018
Kortebaan
| Afstand         | Tijd  | Datum            | Plaats          |
| --------------- | ----- | ---------------- | --------------- |
| 50m vrije slag  | 20,83 | 20 december 2009 | Sint-Petersburg |
| 100m vrije slag | 45,75 | 11 december 2009 | Istanboel       |
| 100m wisselslag | 50,95 | 14 november 2009 | Berlijn         |

Langebaan
| Afstand         | Tijd  | Datum           | Plaats    |
| --------------- | ----- | --------------- | --------- |
| 50m vrije slag  | 21,98 | 2 december 2011 | Eindhoven |
| 100m vrije slag | 48,43 | 9 juli 2009     | Belgrado  |